# Falconbridge
Pour l’article homonyme, voir Alexander Falconbridge.
Falconbridge est une importante entreprise minière canadienne spécialisée dans l'extraction, la transformation et la distribution de différents minerais, dont le cuivre, le cobalt et le platine. Elle a été rachetée par l'anglo-suisse Xstrata en 2006.

## Historique
En 1891, la mine de Falconbridge ouvre ses portes à Sudbury, en Ontario.
Cette mine est riche en nickel. Une compagnie américaine[Laquelle ?] décide de l'acheter[Quand ?]. Falconbridge grossit rapidement, au point de devenir la deuxième plus grande mine productrice de nickel au monde.
En 1935, Falconbridge se classe au sixième rang des principales mines en termes de volume de minerai extrait, avec une production de 551 000 tonnes.
En avril 1998, à la suite d'accords avec le gouvernement français, Falconbridge  est officiellement choisie, plutôt que le groupe français Eramet, pour exploiter le gisement de nickel de Koniambo, situé en Nouvelle-Calédonie, considéré comme l'un des meilleurs au monde.
En juin 2005, Falconbridge fusionne ses activités avec Noranda (déjà propriétaire à 58,9 %), tout en continuant ses activités sous le nom de Falconbridge. Le 11 octobre 2005, pour la somme de 13 milliards de CAD, elle accepte l'offre d'achat d'Inco, un compétiteur direct. Si l'offre est approuvée par les autorités, cette entreprise sera le plus grand producteur de nickel au monde.
En décembre 2005, le groupe français Eramet fait pression pour que l'exploitation du site de Koniambo lui soit confié.
Le 26 juin 2006, elle se propose de fusionner avec Inco pour acheter Falconbridge dans le cadre d'une transaction estimée à 40 milliards USD. L'entité ainsi créée, nommée Phelps Dodge Inco, devrait être le plus important producteur mondial de nickel et le deuxième producteur mondial de cuivre. Sa valeur boursière est estimée à 56 milliards USD. Cette fusion permet aussi de repousser une OPA hostile de la part de Xstrata sur Falconbridge.
Le 16 juillet 2006, pour contrer Xstrata, Inco et Phelps Dodge bonifient leur offre sur Falconbridge.
Fin juillet 2006, la direction de Falconbridge recommande aux actionnaires d'accepter l'offre de Xstrata.
Au début d'août 2006, Falconbridge annonce deux investissements majeurs au Québec ; la mine de Raglan sera modernisée au coût de 540 millions CAD, alors qu'une mine située à Matagami sera remise en exploitation au coût de 145 millions CAD.
À la suite de l'accord de Bercy signé en avril 1998 entre Falconbridge et la SMSP, le projet Koniambo suivi son cours jusqu'en 2001 (tests métallurgiques, choix du site du port, etc.), puis les phases d'études débutèrent en 2002 jusqu'en 2004.
En 2004, Xstrata, investit dans 20 % du projet Koniambo pour progressivement détenir 49 % du projet en 2006. La SMSP restera tout de même majoritaire à 51 % du projet qui dans les prévisions verra le jour en 2010.

## Sources
1. 1 2  Toute une histoire! Sudbury », par Daniel Marchildon, Centre franco-ontarien de ressources en alphabétisation
2. ↑  Guy Gaudreau, L'Histoire des mineurs du Nord ontarien et québécois, Septentrion, 2003, 302 p. (ISBN 9782894483572 et 9782896643387), p. 62
3. 1 2  Pour plus de détails, voir liberation.fr
4. ↑  OPA amicale sur Falconbridge - Deux géants miniers s'unissent, Le Devoir, 2005-10-12
5. ↑  Inco, Falconbridge et Phelps Dodge s'unissent pour créer un géant mondial, La Presse canadienne, 2006-06-26
6. ↑  Phelps Dodge et Inco bonifient leur offre pour l'acquisition de Falconbridge, La Presse canadienne, 2006-07-16
7. ↑  Falconbridge investira 145 millions $ dans une mine de zinc à Matagami, Presse canadienne, 2006-08-11